# 9번 염색체
9번 염색체(九番染色體, 영어: chromosome 9)는 사람의 23쌍의 염색체 중 하나이다. 사람은 이 염색체를 2개 가지고 있다. 9번 염색체는 약 1억 3,800만 개의 염기쌍(DNA의 구성 요소)으로 구성되어 있으며, 세포 내 전체 DNA의 4.0~4.5%를 차지한다.

## 같이 보기
- 8번 염색체
- 10번 염색체